# Factor de velocitat
El factor de velocitat d'una línia de transmissió elèctrica es basa en el fet que la velocitat del senyal en la línia de transmissió és més lenta que la velocitat d'un senyal en l'espai lliure. La velocitat de propagació d'un senyal en un cable és menor que la velocitat de propagació de la llum en l'espai lliure per una fracció anomenada factor de velocitat.
{\displaystyle V_{f}={\frac {V_{p}}{C}}\,\!}
On, {\displaystyle V_{f}} és el Factor de Velocitat, {\displaystyle V_{p}} és el valor real de velocitat de propagació en el medi d'estudi i {\displaystyle C} és la velocitat de propagació en l'espai lliure:{\displaystyle C=3*10^{8}m/s}
La velocitat a la qual viatja una ona electromagnètica en una línia de transmissió, depèn de la constant dielèctrica del material aillant que separa els dos conductors.
El factor de velocitat es pot obtenir aproximadament, amb la fórmula:
{\displaystyle V_{f}={\frac {1}{\sqrt[{}]{\epsilon _{r}}}}\,\!}

on {\displaystyle \epsilon _{r}} és la constant dielèctrica d'un material determinat (permitivitat del material relatiu a la permitivitat del buit, la relació {\displaystyle {\frac {\epsilon }{\epsilon _{r}}}}).

La constant dielèctrica és simplement la permeabilitat relativa del material. La constant dielèctrica relativa de l'aire és 1,0006. Tanmateix la constant dielèctrica dels materials comunament utilitzats en les línies de transmissió varien d'1,2 a 2,8, donant factors de velocitat des de 0,6 a 0,9. A la següent taula es donen factors de velocitat:
| Material         | Factor de Velocitat |
| ---------------- | ------------------- |
| Aire             | 0.95 - 0.975        |
| Hule             | 0.5 - 0.65          |
| Polietilè        | 0.66                |
| Tefló            | 0.70                |
| Escuma de Tefló  | 0.82                |
| Pins de Tefló    | 0.81                |
| Espiral de Tefló | 0.81                |